# ميلو أليسون
ميلو أليسون (بالإنجليزية: Milo Allison) هو لاعب كرة قاعدة أمريكي، ولد في 16 أكتوبر 1890 في إلك رابيدس في الولايات المتحدة، وتوفي في 18 يونيو 1957 في كينوشا في الولايات المتحدة.